# Immoble
Immoble, tenen aquesta consideració tots aquells béns, com cases o finques, que no es poden traslladar sense provocar-los danys, perquè formen part d'un terreny o hi són ancorats o clavats. Ve de la paraula immòbil. A efectes civils els vaixells tenen la consideració d'immobles.

## Dret civil
En Dret civil la distinció entre béns mobles i immobles és molt important en molts supòsits. Entre d'altres, cal destacar: 
- Els béns immobles poden ser inscrits en el Registre de béns immobles, la qual cosa li dona una major protecció al propietari.
- Els béns immobles són els únics que poden ser objecte d'hipoteca.
- Els terminis d'usucapió o prescripció adquisitiva són molt més grans. No obstant això, aquesta llista no esgota les especialitats, que són innombrables, donada la importància que històricament han tingut els béns immobles en l'economia, i l'especialitat que es deriva de la seva fàcil localització. Tipus de béns immobles: Aquell que no és susceptible de trasllat. Els béns immobles es poden classificar en:
- Béns immobles per naturalesa, com el sòl i subsol.
- Béns immobles per incorporació, com construccions.
- Béns immobles per destinació. Quan se'ls uneixen coses mobles.
- Béns immobles per analogia, com concessions hipotecàries.

## Dret fiscal
En dret fiscal un bé immoble pot ser subjecte o base de diversos imposts: 
- Impost sobre els béns immobles: tribut de caràcter directe i naturalesa real que grava la propietat d'una finca. Es paga anyalment, en funció del valor cadastral assignat a l'immoble.
- Impost sobre l'increment del valor dels terrenys de naturalesa urbana: tribut de caràcter directe que grava l'increment de valor dels terrenys urbans que es posa de manifest a conseqüència de la seva transmissió. La seva quantia dependrà dels anys transcorreguts des de l'anterior canvi de titularitat, del municipi on es trobi i dins del mateix municipi de la seva ubicació.
- Impost sobre la renda: tribut de caràcter directe i naturalesa personal que grava la renda de les persones físiques. En aquest impost es preveu un supòsit que es grava la titularitat de béns immobles quan no són utilitzats pel seu propietari i no produïxen ingressos, es tracta per tant d'una "renda presumpta" que amb caràcter general, suposa la integració en la base imposable de l'impost, en concepte de rendiments del capital immobiliari, del 2 per cent del valor cadastral dels immobles que compleixin les esmentades condicions. A més, en els casos de transmissió d'immobles, la plusvàlua obtinguda en la transmissió queda gravada també en concepte de guany patrimonial.
- Impost sobre el patrimoni: tribut directe de caràcter personal que grava el patrimoni net de la persones físiques. Mentre que els immobles entren a formar part d'aquest patrimoni net, queden gravats també per aquest impost.